# Доходный дом Зимулина
Доходный дом Зимулина — историческое здание, двухэтажный флигель в центре Москвы, на улице Волхонка, 11. Памятник истории регионального значения.
С 1825 по 1832 годы в этом доме проживал художник Василий Андреевич Тропиннин.
Бывший доходный дом купца Зимулина на улице Волхонка, 11 был построен в 1811 году. В 1878 году здание было реконструировано по проекту архитектора Михаила Илларионовича Никифорова.
В настоящее время в этом доме находится ресторан и архитектурное проектное бюро им. М. В. Посохина.